# Румыния на летних Олимпийских играх 1972
Румыния на Летних Олимпийских играх 1972 была представлена 159 спортсменами в 16 видах спорта. Они завоевали 3 золотые, 6 серебряных и 7 бронзовых медалей.

## Медалисты
| Медаль  | Спортсмен | Вид спорта                  | Дисциплина                                       |
| ------- | --- | --------------------------- | ------------------------------------------------ |
| Золото  | Иван Пацайкин | Гребля на байдарках и каноэ | Мужчины, каноэ-одиночка, 1000 метров             |
| Золото  | Георге Берчану | Греко-римская борьба        | Мужчины, до 48 кг                                |
| Золото  | Николае Мартинеску | Греко-римская борьба        | Мужчины, до 100 кг                               |
| Серебро | Валерия Буфану | Лёгкая атлетика             | Женщины, 100 метров с барьерами                  |
| Серебро | Арджентина Менис | Лёгкая атлетика             | Женщины, метание диска                           |
| Серебро | Даньел Юга | Стрельба                    | Мужчины, пистолет, 50 метров                     |
| Серебро | Ион Алексе | Бокс                        | Мужчины, свыше 81 кг                             |
| Серебро | Аурел Вернеску Роман Вартоломеу Атанасие Счотник Михай Зафиу | Гребля на байдарках и каноэ | Мужчины, байдарка-четвёрка, 1000 метров          |
| Серебро | Сергей Ковалёв Иван Пацайкин | Гребля на байдарках и каноэ | Мужчины, каноэ-двойка, 1000 метров               |
| Бронза  | Николае Ротару | Стрельба                    | Мужчины, малокалиберная винтовка лёжа, 50 метров |
| Бронза  | Виктор Долипски | Греко-римская борьба        | Мужчины, свыше 100 кг                            |
| Бронза  | Вьорика Думитру Мария Никифоров | Гребля на байдарках и каноэ | Женщины, байдарка-двойка, 500 метров             |
| Бронза  | Василе Йорга | Вольная борьба              | Мужчины, до 82 кг                                |
| Бронза  | Иляна Дьюлай-Дрымбэ Екатерина Шталь-Йенчик Ана Паску-Эне-Дершидан Ольга Сабо-Орбан | Фехтование                  | Женщины, рапира, командное первенство            |
| Бронза  | Штефан Тудор Петре Чапура Ладислау Ловренски | Академическая гребля        | Мужчины, двойка распашная с рулевым              |
| Бронза  | Штефан Бирталан Адриан Косма Марин Дан Александру Динкэ Кристиан Гацу Георге Груя Роланд Гунеш Габриэл Кишид Гицэ Лику Корнел Пену Валентин Самунджи Симон Шобель Вернер Штёкль Константин Тудосие Раду Война | Гандбол                     | Мужчины                                          |

## Результаты соревнований

### Академическая гребля
В следующий раунд из каждого заезда проходили несколько лучших экипажей (в зависимости от дисциплины). В финал A выходили 6 сильнейших экипажей, ещё 6 экипажей, выбывших в полуфинале, распределяли места в малом финале B.
Мужчины
| Соревнование | Спортсмены                    | Предварительный заезд | Предварительный заезд | Предварительный заезд | Отборочный заезд | Отборочный заезд | Отборочный заезд | Полуфинал | Полуфинал | Полуфинал | Финал   | Финал   | Итоговое место |
| Соревнование | Спортсмены                    | Заезд                 | Время                 | Место                 | Заезд            | Время            | Место            | Заезд     | Время     | Место     | Время   | Место   | Итоговое место |
| ------------ | ----------------------------- | --------------------- | --------------------- | --------------------- | ---------------- | ---------------- | ---------------- | --------- | --------- | --------- | ------- | ------- | -------------- |
| двойки       | Илиэ Оантэ Думитру Грумезеску | 1                     | 7:28,03               | 2                     | 4                | 7:30,45          | 1 Q              | 1         | 7:47,77   | 3 QA      | Финал A | Финал A | 6              |
| двойки       | Илиэ Оантэ Думитру Грумезеску | 1                     | 7:28,03               | 2                     | 4                | 7:30,45          | 1 Q              | 1         | 7:47,77   | 3 QA      | 7:42,90 | 6       | 6              |

### Современное пятиборье
Современное пятиборье включает в себя: стрельбу, плавание, фехтование, верховую езду и бег.
Мужчины
| Соревнование              | Спортсмены                                     | Конкур | Конкур | Конкур | Фехтование | Фехтование | Фехтование | Стрельба  | Стрельба | Стрельба | Плавание | Плавание | Плавание | Бег     | Бег  | Бег   | Всего     | Всего |
| Соревнование              | Спортсмены                                     | Штраф  | Очки   | Место  | Побед      | Очки       | Место      | Попаданий | Очки     | Место    | Время    | Очки     | Место    | Время   | Очки | Место | Результат | Место |
| ------------------------- | ---------------------------------------------- | ------ | ------ | ------ | ---------- | ---------- | ---------- | --------- | -------- | -------- | -------- | -------- | -------- | ------- | ---- | ----- | --------- | ----- |
| Индивидуальное первенство | Думитру Спырля                                 | 125    | 975    | 33     | 31         | 810        | 21         | 195       | 1022     | 4        | 4:02,6   | 932      | 47       | 14:10,7 | 1015 | 41    | 4754      | 23    |
| Командное первенство      | Думитру Спырля Марьян Космеску Адальберт Ковач | 2835   | 2835   | 16     | 2080       | 2080       | 15         | 2560      | 2560     | 6        | 3132     | 3132     | 10       | 3048    | 3048 | 16    | 13 655    | 12    |